# Minerva (fregata)
La Minerva è stata una fregata in servizio con la Real Marina del Regno delle Due Sicilie, famosa per essere stata il luogo di esecuzione dell'ammiraglio Francesco Caracciolo in seguito ai fatti della Rivoluzione napoletana del 1799.

## Storia
Appena costruita, presso il cantiere dell'arsenale di Napoli nel 1784 su disegni del progettista navale Imbert, venne affidata al comandante Bartolomeo Forteguerri per una crociera dimostrativa, atta a fugare i dubbi sul suo conto sollevati da un rapporto del capitano R. Quattromani. Forteguerri fece una crociera di due mesi intorno alle coste della Sicilia e dimostrò le eccellenti qualità della nave.
Il 29 giugno 1799 su questa nave l'ammiraglio britannico Horatio Nelson fece impiccare l'ammiraglio Francesco Caracciolo.
Nel 1801, durante un breve periodo di pace tra Regno delle Due Sicilie e la Francia, la fregata Minerva insieme alle altre due Aretusa e Cerere si unisce ad una squadra navale francese comandata dal contrammiraglio Ganteaume.
Nel gennaio 1807 la nave fu schierata nelle acque calabresi a supporto dei borbonici nell'assedio di Amantea.
L'11 giugno 1809 fece parte della squadra navale anglo-borbonica che mosse dalla Sicilia alla riconquista di Napoli, occupata dalle truppe francesi di Gioacchino Murat. In quella occasione, la Minerva fu l'ammiraglia della squadra, in quanto trasportava Leopoldo di Borbone, principe di Salerno e comandante nominale della spedizione.
Fu demolita a Messina nel 1815.

## Comandanti
- Matteo Correale
- Bartolomeo Forteguerri